# Semiothisa regressa
Semiothisa regressa är en fjärilsart som beskrevs av Paul Dognin 1923. Semiothisa regressa ingår i släktet Semiothisa och familjen mätare. Inga underarter finns listade i Catalogue of Life.